# Rufosophronica rufoflava
Rufosophronica rufoflava là một loài bọ cánh cứng trong họ Cerambycidae.